# Ківьяли (Красноармійський район)
Ківья́ли (рос. Кивьялы, чув. Кивьял) — присілок у складі Красноармійського району Чувашії, Росія. Входить до складу Пікшицького сільського поселення.
Населення — 5 осіб (2010; 12 у 2002).
Національний склад:
- чуваші — 100 %